# 環境マネジメントシステム
環境マネジメントシステム（かんきょうマネジメントシステム、Environmental Management System、EMS）とは、企業や団体等の組織が環境方針、目的・目標等を設定し、その達成に向けた取組を実施するための組織の計画・体制・プロセス等のことを指す。
組織は、独自の環境マネジメントシステムを構築・運用しても良いが、外部機関の定めた規格に基づいたシステムを採用し、また外部機関からの審査・認証を受けることで、効果的なシステムを運用できるとともに、社会的な評価を得ることができる。 
国際的な環境マネジメントシステム規格として、もっとも重要なものがISO 14001であり、認証取得組織が増加しつつあるが、中小企業など向けに負担の軽い規格もいくつか制定されてきている。

## 主な環境マネジメントシステム規格
- ISO 14001:2015（ISO 14000シリーズ）
- JIS Q 14001（ISOの発行をうけ日本国内規格化された日本産業規格 ）
- Eco-Management and Audit Scheme（EUの環境管理監査制度、EMAS）